# Commission régionale du patrimoine historique, archéologique et ethnologique
 (août 2022).
Les CO.RE.P.H.A.E ou  COmmissions RÉgionale du Patrimoine Historique, Archéologique et Ethnologique font partie des services publics français de la Ve République. Elles ont été créées par le décret no 84-1007 en 1984 pour donner un avis au Préfet de région sur les mesures de protection des édifices sur les monuments historiques et sur toute question relevant du patrimoine, elles furent remplacées en 1997, par les commissions régionales du patrimoine et des sites (C.R.P.S.).